# サン＝ロー
サン＝ロー（Saint-Lô）は、フランス西部のノルマンディー地方に位置する都市で、マンシュ県の県庁所在地である。古名をブリオウェレ（Briovère　ガリア語でヴィル川 Vire にかかる橋の意）という。

## 歴史
この都市はガリアの要塞化された植民地として始まり、ここに居を構えたロー・ド・クタンス（525年〜565年）にちなんで8世紀から"Saint-Lô"として知られるようになった。
890年にヴァイキングに占拠された。後にジョフロワ・ド・モンブレー司教のもとで繁栄し、橋と幾つかの製粉所が造られた。
街は第二次世界大戦中に連合軍の空襲を受け、完全に破壊された。そのため「廃墟の都」 (Capitale des Ruines) という二つ名を持つ。
1944年6月15日、サン=ロー北東にあったドイツ軍陣地を攻撃目標として連合軍の空挺兵が地域に降下。激しい戦闘が行われた。最終的にドイツ軍から街を解放したのはアメリカ軍であった。記念病院にはこれを題材にしたフェルナン・レジェのフレスコ画がある。またアメリカ軍の空母セント・ローはこの勝利を記念して命名された。
トマス・ピンチョンの小説『重力の虹』には、サン＝ローの廃墟の下に埋まった酒蔵からシャンパーニュを探し出すアメリカ兵が登場する。

## 姉妹都市
- サン＝ギラン、ベルギー
- アーレン、ドイツ
- クライストチャーチ、イギリス
- ロリアン、フランス
- ロアノーク、アメリカ合衆国

## 出身者
- オクターヴ・フイエ[2] - 作家
- ユルバン・ルヴェリエ - 天文学者